# TSK
TSK Electrónica y Electricidad, S.A. es una sociedad anónima cuyo objeto social es la realización de estudios, proyectos, diseños de ingeniería, fabricación, montaje, suministro, puesta en funcionamiento, mantenimiento, explotación y asesoramiento de o sobre toda clase de instalaciones o construcciones de plantas industriales, incluido el sector gas y petróleo, plantas energéticas, instalaciones eléctricas y electrónicas, instalaciones relacionadas con el medio ambiente y con cualquier material vinculada al tratamiento de aguas y fangos, e instalaciones y construcciones de todo tipo; así como estudios, gestión y administración de los recursos, instalaciones y clientes
derivados de los puntos anteriores. Su sede social se ubica en el Parque Científico Tecnológico de Gijón, Asturias (España).

## Historia
Se fundó mediante escritura autorizada por el notario de Bilbao José María Gómez y Rodríguez Alcalde el 5 de junio de 1963 bajo la denominación Transformación de Materiales Especiales, S.A.. En 1986 se crea TSK Electrónica y Electricidad, S.A. con la fusión de la división de ingeniería eléctrica de ERPO (antigua Erhardt Proyectos y Obras) y el departamento de instalaciones eléctricas de Ertank, y en 1989 Transformación de Materiales Especiales S.A. absorbe TSK Electrónica y Electricidad, S.A. adoptando en el mismo acto la denominación de esta última que se disuelve sin liquidación. En  1990 es adquirida por Conort Ingeniería y Montajes Eléctricos, sociedad creada en 1989 por Sabino García Vallina, perito industrial de Celles (Siero) que había sido desde 1981 director de instalaciones eléctricas de Ertank primero, y director de operaciones de TSK posteriormente.

## Adquisiciones
En 1995 compra PHB Weserhütte; en 2007 Ingeniería de Manutención Asturiana, S.A. (Ingemas) e Ingeniería y Realizaciones Eléctricas, S.A. (Irelsa); en 2013 Flagsol Engineering GmbH; en 2015 OmegaEngineering; en 2016 Intecsa Oil&Gas; y en 2017 la filial de ingeniería de Ingeteam.

## Premios
En 2010 recibió la medalla de plata del Principado de Asturias, y en 2011 el Premio IMPULSO del IDEPA a la internacionalización.